# Andy Tschümperlin
Andy Tschümperlin, né le 11 mars 1962 à Zoug (originaire de Tablat et Schwytz), est une personnalité politique suisse, membre du Parti socialiste.

## Biographie
Andy Tschümperlin naît le 11 mars 1962 à Zoug. Il est originaire de Tablat, dans le canton de Saint-Gall, et de Schwytz. Il grandit à Schwytz, dans une famille de quatre enfants dont il est le cadet. Son père est menuisier, puis tient un magasin de bric-à-brac. Sa grand-mère maternelle vient de La Chaux-de-Fonds.
Il est instituteur de formation. Il est directeur d'école à Schwytz jusqu'en 2007, puis à Zoug, dans une école pour jeunes étrangers, jusqu'en 2012,.
Il a le grade d'appointé à l'armée.
Après sa non-réélection au Conseil national en 2015, il travaille dans l'économie privée et l'administration. Il est notamment responsable de la formation en milieu carcéral dans le canton de Lucerne, puis de l'hébergement des réfugiés dans le canton de Zoug,.
Il est marié et père de quatre enfants. Il habite à Rickenbach, une localité de Schwytz.

## Parcours politique
Il siège au Conseil cantonal de Schwytz de juin 1996, année où il permet à son parti de récupérer un siège, à avril 2007. Il y préside le groupe socialiste de janvier 2000 à juin 2003.
Il accède le 4 juin 2007 au Conseil national, en remplacement de la démissionnaire Josy Gyr, décédée peu après. Il est réélu à ce poste lors des élections fédérales de 2007. Il est membre de la Commission de gestion (CdG) et de la Commission des institutions politiques (CIP). Il crée la surprise en étant élu chef du groupe socialiste le 17 février 2012, s'imposant face à Jacqueline Fehr par 27 voix contre 25.
Il n'est pas réélu lors des élections fédérales de 2015, son siège revenant à l'UDC Marcel Dettling. Il se retire alors de la vie politique.
Il est élu en mai 2022 au Conseil communal (exécutif) de Schwytz. Il y est responsable de la formation.

## Profil politique
Il se situe au centre de son parti. Lors de son mandat au Conseil national, il se profile sur les questions de réduction des primes de l'assurance-maladie, d'allocation familiale et d'intégration des étrangers.